# Francophobie
 (mars 2023).
 (mars 2023).
 (avril 2023).
Si vous disposez d'ouvrages ou d'articles de référence ou si vous connaissez des sites web de qualité traitant du thème abordé ici, merci de compléter l'article en donnant les références utiles à sa vérifiabilité et en les liant à la section « Notes et références ».
La francophobie, aussi appelée gallophobie, désigne l'hostilité à l'égard de la France, que ce soit son gouvernement, sa culture, son histoire, son peuple ou sa langue, mais aussi à l'encontre des Français de façon générale ou de la francophonie (ensemble des entités politiques qui utilisent le français comme langue officielle ou dont la population francophone est numériquement ou proportionnellement plus élevée). Elle existe sous diverses formes et dans différents pays depuis des siècles. Le phénomène a été plus marqué en Grande-Bretagne et en Allemagne et s’est souvent exprimé dans la littérature et dans les médias populaires. C'est également un facteur majeur dans certaines cultures canadiennes. Son antonyme est la francophilie.

## La France et la Seconde Guerre mondiale
La Seconde Guerre mondiale a eu un effet sur l’image de la France moderne à l’étranger. Avant le déclenchement de la guerre, le gouvernement français avait adhéré à contrecœur à la politique d'apaisement du Premier ministre britannique Neville Chamberlain et à l'acceptation des diverses violations par Adolf Hitler du Traité de Versailles et de ses exigences à Munich en 1938. Le Premier ministre français, Édouard Daladier, sceptique vis-à-vis des objectifs ultimes d'Hitler s'est opposé à la politique de Chamberlain. Il a déclaré aux Britanniques lors d'une réunion fin avril 1938 que le véritable objectif d'Hitler était d'assurer finalement « une domination du continent en comparaison de laquelle les ambitions de Napoléon étaient faibles... Aujourd'hui, c'est le tour de la Tchécoslovaquie. Demain, ce sera le tour de la Pologne et de la Roumanie. » Cependant, en fin de compte, Daladier ne pouvait pas se tenir sans le soutien de Chamberlain et lors des accords de Munich, il dût accepter la doctrine britannique[style à revoir]
Les premiers ministres français de l'entre-deux-guerres étaient généralement effrayés par les intentions allemandes, la France ayant subi plus de pertes pendant la Première Guerre mondiale que tout autre pays occidental, soit environ 1,4 million de militaires et 1,6 million de victimes au total. En conséquence, la politique française envers l’Allemagne, plus particulièrement contre les nazis, était plus agressive que celle des autres pays occidentaux. Les relations étaient alors très mauvaises et les dirigeants français étaient également parfaitement conscients que la population de l’Allemagne (64 millions) dépassait de loin celle de la France (40 millions), une vulnérabilité stratégique majeure.
La vulnérabilité et la proximité de la France avec l'Allemagne ont amené les dirigeants français à adopter une position plus dure à l'égard de l'Allemagne que les Britanniques. L' occupation française de la Rhénanie et le désir de la France de percevoir les réparations dues par l'Allemagne à la France en vertu du traité de Versailles ont amené les dirigeants britanniques à considérer les dirigeants français comme poussant à la guerre avec l'Allemagne.
Le prédécesseur de Daladier, Léon Blum, était parfaitement conscient des dangers que pouvait représenter l'Allemagne. Il a même envisagé une assistance militaire au gouvernement espagnol pendant la guerre civile espagnole (les Allemands soutenaient les nationalistes), mais en a décidé autrement à contrecœur, car certains sympathisants nationalistes en France menaçaient ouvertement de guerre civile, tout comme en Espagne. De plus, le prédécesseur de Chamberlain, Stanley Baldwin, et son équipe, dont Anthony Eden, s'opposèrent fermement à toute aide par crainte à la fois du communisme (l'Union soviétique soutenait les républicains) et de la guerre qui ne dégénérerait en une autre guerre mondiale.
En 1940, la défaite militaire de l’armée française, après seulement un mois, provoque de nombreuses désillusions dans toute l’Europe. En conséquence, l'image et la réputation de la France en tant que superpuissance militaire européenne ont été sérieusement compromises, même après la fin de la guerre. Le régime de Vichy a collaboré avec l'Allemagne, qui a notamment adopté une législation anti-juive et d'autres actions, qui ont eu un effet négatif sur l'image de la France à l'étranger. Cependant, les Forces françaises libres ont toujours participé activement à la victoire finale des Alliés et la France a reconstruit son armée après la guerre pour retrouver une partie de sa position de puissance militaire majeure.

## Par continent

### Europe

#### Grande-Bretagne
L'Angleterre et la France ont une longue histoire de conflits, remontant à avant la bataille d'Hastings, lorsque Guillaume le Conquérant revendique le trône d'Angleterre. Avant de devenir roi d'Angleterre, Guillaume rencontra à plusieurs reprises des conflits avec son suzerain Henri Ier et conquit certains fiefs voisins. Les relations entre les pays ont continué à être conflictuelles, même pendant la troisième croisade. L'ère médiévale de conflit a culminé pendant la guerre de Cent Ans, lorsque la maison Plantagenêt s'est battue sans succès pour le contrôle du trône de France et perdit presque toutes les possessions françaises, ce qui fit que les futurs rois anglais furent plus culturellement anglais. Auparavant, ils parlaient largement français et vivaient la plupart du temps dans des châteaux français. Richard Cœur de Lion, célèbre pour sa querelle avec le roi de France Philippe, a passé la majeure partie de sa vie en France et seulement six mois de son règne en tant que roi d'Angleterre.
En revanche, les relations entre l’Écosse et la France étaient généralement bonnes. Le trône français s'est rangé à plusieurs reprises du côté de l'Écosse dans ses conflits avec le trône anglais, aggravant ainsi l'hostilité directe existante. Le traité de l'Auld Alliance de 1295 prévoyait un soutien mutuel entre l'Écosse et la France en cas d'attaque anglaise contre l'une ou l'autre.
L'histoire moderne du conflit entre la Grande-Bretagne et la France découle de la montée de la Grande-Bretagne en tant que principale puissance commerciale et maritime en Europe au début du XVIIIe siècle et de la menace qu'elle représentait pour les ambitions de la France. L'hostilité et le conflit stratégique avec les intérêts similaires de la France sont devenus une caractéristique déterminante des relations entre les deux puissances. La période entre la Glorieuse Révolution de 1688 et la capitulation définitive de Napoléon en 1815 a été perçue en Grande-Bretagne comme un conflit franco-britannique prolongé visant à déterminer qui serait la puissance coloniale dominante (parfois appelé la seconde guerre de Cent Ans). L'hostilité britannique envers l'Église catholique, qui remontait à des conflits antérieurs avec les catholiques. L'Espagne des Habsbourg a contribué à l'attitude envers les Français parce que la France était également considérée comme une puissance catholique et que la majorité de la population britannique était protestante. L'Angleterre et plus tard la Grande-Bretagne se sont jointes aux États d'Europe continentale pour résister à la montée de l'impérialisme français pendant le règne de Louis XIV et les guerres napoléoniennes. La Grande-Bretagne était également mécontente de l'intervention de la France dans la guerre d'indépendance américaine. Cet antagonisme historique est devenu ancré dans la culture des deux pays, mais a été en grande partie surmonté grâce à leur alliance réussie pour mettre fin à l’agression allemande pendant la Première et la Seconde Guerre mondiales dans la première moitié du XXe siècle.
Les dimensions du conflit en Grande-Bretagne étaient autant culturelles que stratégiques. En effet, le nationalisme britannique, dans ses phases naissantes, était en grande partie un phénomène anti-France et les attitudes impliquées s'étendaient bien au-delà de savoir qui gagnait quoi sur divers champs de bataille :
- Aux XVIIe et XVIIIe siècles, un groupe croissant de nationalistes britanniques était mécontent de la vénération souvent accordée à la culture et à la langue françaises[7].
- La France a été l’État catholique le plus puissant pendant une grande partie de la période moderne et les sentiments anti-catholiques étaient répandus en Grande-Bretagne depuis l'Acte de suprématie de 1534.
- La pénétration du sentiment antifrançais dans toute la société, comme en témoigne l'histoire apocryphe des singes de Hartlepool, dont la conviction que les Français étaient littéralement inhumains, les a amenés à avoir prétendument exécuté un singe de compagnie en croyant qu'il s'agissait d'un envahisseur français, mais l'histoire est basée sur la prémisse controversée selon laquelle les personnes impliquées n'avaient jamais vu de Français auparavant.

Robert Graves a écrit peu après la Première Guerre mondiale, alors qu'il était étudiant à l'université d'Oxford, que :

« Le XVIIIe siècle doit en grande partie son impopularité à son caractère français. Le sentiment antifrançais parmi la plupart des anciens soldats équivalait presque à une obsession. Edmond, nerveux, disait à cette époque : « Plus de guerres pour moi à tout prix ! Sauf contre les Français. Si jamais il y a une guerre contre eux, j'irai comme un coup de feu. Le sentiment pro-allemand s’est accru. La guerre terminée et les armées allemandes vaincues, nous pouvions attribuer au soldat allemand le mérite d'être l'homme de combat le plus efficace d'Europe... Certains étudiants affirmaient même que nous avions combattu du mauvais côté : nos ennemis naturels étaient les Français. »

#### Allemagne
À partir des invasions françaises de l'Allemagne à la fin du XVIIIe siècle, la France est devenue la rivale de l'Allemagne pendant un siècle. Le mouvement nationaliste allemand naissant considérait également la France comme son plus grand ennemi parce que la France, qualifiée de « grande nation » avait non seulement conquis temporairement une grande partie de l'Allemagne occidentale pendant les guerres napoléoniennes, mais était également le pays le plus fortement opposé à l'idée d'un empire allemand unifié et voulait que l'Allemagne restât divisée en plusieurs États individuels[réf. nécessaire].
C'est à cette époque qu'est né le mythe de la soi-disant inimitié héréditaire (allemand : Erbfeindschaft)[réf. nécessaire].
Plusieurs hymnes nationalistes allemands ont été écrits contre les Français, notamment Die Wacht am Rhein. Après la victoire allemande dans la guerre franco-prussienne en 1871, l'anniversaire de la bataille décisive de Sedan est devenu une fête nationale semi-officielle dans l'Empire allemand.

#### Italie
Le lundi de Pâques (30 mars) 1282, à l'église du Saint-Esprit juste à l'extérieur de Palerme, lors de la prière du soir (vêpres), un Français a harcelé une Sicilienne. Ce seul événement a conduit au massacre de 4 000 Français au cours des six semaines suivantes, et le gouvernement du roi d'origine française Charles Ier d'Anjou a perdu le contrôle de l'île.

#### Espagne

Tres de mayo

La francophobie en Espagne trouve ses racines dans l'émergence des nations européennes à la Renaissance. Elle s'explique, d'abord, par le nombre considérable d'immigrés français pauvres à cette époque, qui suscitent mépris et méfiance.
L'énorme antagonisme politique et militaire qui oppose les deux pays, pendant les règnes de François Ier et de Henri II, exacerbe les sentiments nationalistes et xénophobes préexistants. Au XVIIIe siècle, une forte propagande, véritable « cordon sanitaire idéologique » selon l'expression de Franck Lafage, fut organisée par l'Inquisition espagnole pour limiter l'impact des idées révolutionnaires françaises en Espagne, entretenant la francophobie espagnole, qui était encore bien ancrée, ainsi que le remarque en 1784 le comte de Floridablanca, alors ambassadeur espagnol à Paris.
Au XIXe siècle, Napoléon envahit l'Espagne par surprise en 1808 alors qu'elle était son alliée. À la suite d'une intense propagande organisée, d'un côté, par le clergé espagnol et, de l'autre, par les Britanniques, essayant de profiter de la situation, la violence de cette invasion a été dénoncée par les intellectuels espagnols ; les tableaux Dos de Mayo et Tres de Mayo de Francisco de Goya en restent un témoignage particulièrement célèbre. À la fin de la guerre, à la suite de la restauration du pouvoir de Ferdinand VII d'Espagne, les intellectuels proches de la philosophie des Lumières (« ilustrados ») et, plus généralement, des mouvements intellectuels et de la culture française (« afrancesados ») ont été tenus à l'écart ; c'est à cette période que la francophobie atteignit son paroxysme en Espagne. Elle faiblit peu jusqu'au début du XXe siècle, en raison des conséquences de cette guerre : en dévastant l'Espagne et ses armées, elle a permis aux colonies espagnoles de se révolter et de prendre leur indépendance, mettant ainsi un terme à l'Empire colonial espagnol et laissant le champ libre à la domination de l'Empire britannique, et a été suivie de plus d'un siècle de crise politique et économique, empêchant l'industrialisation de l'Espagne jusqu'à la fin du XIXe siècle. La France et Napoléon ont perdu cette guerre et 300 000 Français. Napoléon a reconnu par la suite qu'il avait commis une grave erreur en lançant la campagne d'Espagne : « Cette malheureuse guerre m'a perdu ; toutes les circonstances de mes désastres se rattachent à ce nœud fatal. Elle a compliqué mes embarras, divisé mes forces, détruit ma moralité en Europe. »
En Catalogne, plus spécifiquement, la francophobie remonte également à la formation d'une identité nationale à l'Époque moderne, surtout lors des guerres de Religion entre Français protestants et Espagnols catholiques, et encore davantage à la fin du XVIIe siècle quand, à la fin de la guerre franco-espagnole, la signature du traité des Pyrénées entraîne l'annexion par la France de territoires espagnols jusqu'alors considérés avant tout comme catalans (comté de Roussillon, Vallespir, Conflent, Capcir et les bourgs et villages de l'est du comté de Cerdagne). La répétition des conflits en terre catalane et la présence de troupes françaises suscitent une francophobie croissante, qui explique le rejet de Philippe V d'Espagne par les Catalans. Néanmoins, en restant en Catalogne mais à l'époque contemporaine, on note qu'il existe un courant inverse qui tend à considérer que les Catalans sont plus proches des Français que ne sont les autres Espagnols.

#### Suisse
({{{date}}}).
Elle apparaît notamment dans les régions frontalières du pays, connues pour attirer un grand nombre de travailleurs français en raison de salaires plus élevés par rapport à la France. Une partie de la population suisse locale accuse les frontaliers français, qui formaient une communauté de 278 534 personnes en 2013 selon L'Expansion, de prendre le travail des habitants du pays, qu'ils soient suisses ou étrangers bénéficiant d'un permis de travail, et cela, particulièrement dans le canton de Genève, qui connaît le plus fort taux de chômage de Suisse. Les Français sont alors parfois appelés frouzes ou shadoks[réf. souhaitée].
À Genève, le Mouvement citoyens genevois et l'Union démocratique du centre sont des partis politiques qui dénoncent l'« invasion » de frontaliers français,, dont le nombre y atteint 68 900 à fin juin 2013.

#### Belgique
La francophobie en Belgique existe chez les partis indépendantistes flamands, qui reprochent aux Wallons d'avoir essayé d'effacer la langue flamande (il fallut attendre 1898, soit 68 ans après la formation du pays, pour que leur langue soit reconnue comme seconde langue nationale) et d'avoir colonisé Bruxelles linguistiquement.
La Belgique francophone justifie son indépendance par rapport à la France en étant en opposition de principe vis-à-vis des idées et produits fabriqués en France.
La francophobie en Belgique a été symboliquement mise en avant au cinéma par le film Rien à déclarer, réalisé par Dany Boon en 2010, mettant en valeur Ruben Vandevoorde (incarné par Benoît Poelvorde), un douanier belge farouchement francophobe qui refusait de laisser entrer des Français sur le territoire belge jusqu'à l'instauration de l'espace Schengen qui abolit les frontières des pays membres de l'UE.

### Amérique du nord

#### Canada
Une partie des Québécois manifestent, par ailleurs, une défiance vis-à-vis des Français remontant à la perte par la France du Québec face aux Britanniques ; un ressentiment que l’expression « Maudits Français » illustre peut-être,,.
Néanmoins, la francophobie n'a pas pour cible exclusive les Français. Ainsi, à l'intérieur du Canada même, on reproche régulièrement aux conservateurs canadiens anglophones d'avoir des positions francophobes vis-à-vis des populations francophones du Canada. On peut la relier au « Québec bashing ».

#### États-Unis
Le sentiment francophobe aux États-Unis est présent parmi les élites intellectuelles depuis la quasi-guerre. L'opposition de la France, avec la Russie et l'Allemagne, à la seconde guerre du Golfe, en 2003, a déclenché une hausse significative du sentiment francophobe aux États-Unis,,. Ce qui est exceptionnel, dans cette période récente, c'est le degré avec lequel nombre de personnalités des médias et de politiciens se sont laissés aller à exprimer des sentiments francophobes. Depuis les années 1960, les comics dépeignent pratiquement tous les Français comme maladroits, idiots. Parmi les personnages de comics appartenant à cette catégorie, on peut citer : monsieur Mallah, André Le Blanc, madame Rouge et Brain. La version Ultimate de Captain America possède un sentiment antifrançais. Cela est l'opposé de son homologue classique, qui a du respect pour les Français, ayant collaboré plusieurs fois avec la Résistance française pendant la Seconde Guerre mondiale. Dans les années 1990, les médias dominants américains présentent régulièrement la France comme archaïque et arrogante.
Les universitaires français Pierre Bourdieu et Stanley Hoffman attribuent cette hostilité à un système politico-culturel universaliste commun, les deux pays se revendiquant inventeurs et champions de ces idéaux démocratiques. L’historien Justin Vaïsse, à l’inverse, défend l’idée que c’est l’absence de communauté franco-américaine forte et soudée, la quasi-absence de réponse des autorités consulaires françaises à toute attaque, qui expliquent l’enracinement profond de l’hostilité antifrançaise des Américains.
Mais la francophobie aux États-Unis a une conséquence particulière : du fait du poids des États-Unis dans la production audiovisuelle mondiale (films, séries télévisées), le sentiment francophobe se diffuse largement dans le monde. Ainsi, au moment de la guerre de l'Irak, Hollywood diffuse une image négative de la France. Mais même en l'absence de contexte politique tendu entre la France et les États-Unis, le Français reste le « méchant idéal ».
En 2011, l'affaire Dominique Strauss-Kahn, a fait susciter et ressurgir un sentiment antifrançais dans le pays,.
En 2024, la série américaine À l'aube de l'Amérique choisit dans un épisode de présenter une tribu de français violents, voleurs et visiblement cannibales, dont l'un viole l'héroïne de la série. L'intrigue se déroule principalement en Utah, donc a priori ne présente aucun rapport avec la France.

### Monde arabe
En réponse aux republications des caricatures de Mahomet par Charlie Hebdo, ainsi que le discours d’Emmanuel Macron évoquant un « islam en crise » lors de son allocution sur le séparatisme islamiste le 8 octobre 2020 et l'hommage national à Samuel Paty le 16 octobre suivant, de nombreux pays arabes, notamment le Qatar, le Koweït, les Émirats arabes unis, l'Algérie, l’Iran, la Jordanie, ont manifesté une hostilité envers la France, l'accusant d'islamophobie.
Certains pays ont lancé un mouvement de boycott des produits français.
Des centaines d'agences de voyages du Koweït ont suspendu les réservations de vols vers la France.
En Jordanie, le Front d’action islamique, un parti d’opposition, a appelé les citoyens à boycotter les produits français.

#### Turquie
En Turquie, la Fondation turque de la jeunesse, une organisation proche du gouvernement, a diffusé une liste de marques françaises : marques du secteur agroalimentaire comme Danone et Carrefour, d'automobiles comme Peugeot et Renault, fournisseur d'énergie comme Total, ou encore du luxe comme Louis Vuitton et Chanel. Ce boycott est assumé publiquement par le président turc Recep Tayyip Erdogan qui dénonce « une campagne de lynchage semblable à celle contre les Juifs d'Europe avant la Seconde Guerre mondiale [qui] est en train d'être menée contre les musulmans » et traite certains dirigeants de « nazisme ». Précédemment, il avait émis des réserves sur la santé mentale d'Emmanuel Macron, créant une crise diplomatique. Par la suite, l'Union européenne, par l'intermédiaire du président du Conseil européen Charles Michel, se déclare prête à sanctionner la Turquie en raison de la poursuite « des actes unilatéraux et de la rhétorique hostile ».

### Afrique
Les relations entre la France et l'Afrique sont compliquées par le passé colonial et post-colonial. Malgré les promesses des présidents et politiciens français de normaliser les rapports avec les pays africains et de revoir la politique de l'Elysée, la France cherche toujours à utiliser l'aide économique et la langue française comme leviers d'influence sur le continent.

#### Burkina Faso
24 janvier 2022, le président pro-français du pays Roch Marc Christian Kaboré est renversé lors d'une révolte militaire. Quelques jours plus tard, Paul-Henri Damiba le remplace, mais il ne peut rester longtemps au pouvoir. 30 septembre 2022, un nouveau coup d'état a lieu dans le pays, lors duquel le capitaine Ibrahim Traore est nommé président du Burkina Faso. En janvier 2023, le nouveau gouvernement Burkinabé exige de la France le retrait total des contingents militaires du pays pendant un mois. Il adopte depuis un discours ouvertement anti-français, bien que la réalité semble plus nuancée.

#### Niger
Le Niger était traditionnellement été considéré comme l'allié principal de la France sur le continent. Cependant, 27 juillet 2023, un coup d'état a lieu dans le pays, lors duquel le président pro-français Mohamed Bazoum est remplacé par Abdourahamane Tiani, qui exige le retrait des contingents français des territoires nigériens.
À Niamey, une manifestation a lieu contre la présence de troupes étrangères américaines et françaises, dont l'un des slogans est « À bas l’armée française »,.
Le 24 septembre 2023, le président Macron annonce le retrait des troupes du Niger et le rappel de l'ambassadeur français.

#### Mali
Le Mali, colonie française à partir de 1892, est devenu indépendant en 1960. Dès lors, la France a une relation tendue avec le pays, qui devient un temps non aligné, puis qui se rapproche de l'URSS au cours des années 1960 sans pour autant se détourner du bloc de l'Ouest. En effet, la France a pendant plusieurs décennies coopéré avec le Mali en versant une aide au développement, suspendue en 2022. Aussi, à la demande des forces armées maliennes, l'armée française lutte dès 2012 par l'opération Serval, puis Barkhane en 2014, contre la prolifération du terrorisme. La France est un partenaire économique de premier plan du Mali (3e fournisseur étranger).
Depuis le coup d'État du 24 mai 2021, qui voit Assimi Goïta prendre le pouvoir, la relation entre les deux pays s'est effritée. En 2021, le président de la transition de la République demande le retrait des troupes militaires françaises du territoire malien. La première manifestation contre la présence de la France avait eu lieu en novembre 2013. À la suite du coup d'État, le 10 juin 2021 Emmanuel Macron suspend l'opération Barkhane dont les troupes se retirent au cours de l'année 2022. Le 31 janvier 2022, les autorités maliennes demandent à l'ambassadeur français, Joël Meyer, de quitter le Mali. Le Mali, considérant que la France avait une attitude paternaliste à son égard, se rapproche du groupe paramilitaire Wagner pour assurer la sécurité des membres de la junte ainsi que pour poursuivre la lutte contre le terrorisme, dont les résultats français étaient jugés contrastés.
La Russie fait monter le sentiment anti-français au Mali en menant une guerre d'influence sur les réseaux sociaux, en particulier dans le but de remplacer la France. Des vidéos d'animation de propagande russe circulent, montrant des soldats français avec l'apparence de zombies. Des campagnes de désinformation, orchestrées par la Russie, cherchent à accuser la France d'exactions sur civils ou encore d'être toujours une puissance coloniale. De plus, la Russie, grâce à son ministre des Affaires étrangères Sergueï Lavrov, accentue sa relation diplomatique avec le Mali en s'y rendant le 7 février 2023. Ainsi, à l'appel de la junte au pouvoir, des manifestations ont eu lieu dans le pays le 14 janvier 2023 contre la France et en faveur de la Russie, rassemblant plusieurs milliers de personne.
Le 24 février 2023, le Mali tient à montrer son indépendance vis-à-vis des pays occidentaux, en particulier la France, en votant contre une résolution pour arrêter les combats en Ukraine et en faveur du retrait des forces russes d'Ukraine.
Des conséquences sur la langue française sont aussi au cœur des tensions. Le français, langue officielle du pays depuis 1960, est surtout utilisé lors des discours. Une nouvelle Constitution pourrait entrer en vigueur afin de déléguer le français à une langue de travail.

#### Autres pays du continent africain
Cette tendance des états africains à 'tourner le dos' à Paris s'explique par l'incapacité de Macron de garder la stabilité et sécurité dans les anciennes colonies[réf. nécessaire]. Les coups d'état, ainsi que les tentatives de coups d'état indiquent l'augmentation des sentiments anti-français et la chute de la Françafrique. Au fil des années les coups militaires ont eu lieu pas seulement au Mali, au Burkina Faso et au Niger, mais aussi au Tchad et au Gabon, ce qui oblige la France à y réduire sa présence militaire. Ainsi Paris va réduire son contingent de 350 à 100 hommes au Gabon, et de 1000 à 300 hommes au Tchad.

### Océanie

#### Australie
Les essais nucléaires à Mururoa  ont pu contribuer à alimenter un sentiment anti-français, la population craignant les retombées. Et ils ont nourri l'idée que la  présence de la France (nation non anglo-saxonne)  est illégitime en Océanie. Les réserves de nickel en Nouvelle-Calédonie suscitent également l'intérêt des entreprises australiennes. 
Lors de l'affaire des sous-marins, certains hommes politiques australiens ont remis au gout du jour certains clichés à l'égard des français: « on reproche aux Français leur manque de ponctualité, leurs déjeuners trop longs, leurs pauses cigarette... On les accuse aussi de retards (réels, mais qui ne remettaient pas en cause le calendrier global) et on dénonce une « explosion » des coûts qui n’en est pas une : elle correspond en fait à l’inflation attendue au cours de la durée d’exécution du contrat, qui court sur vingt ans. » Les dessous de son enquête sont détaillés à un certain degré dans Nuked, sorti à l'été 2024.

#### Nouvelle-Zélande
Comme pour l'Australie, les essais nucléaires français dans le Pacifique ont alimenté les craintes des Néo-Zélandais.  Mais l'affaire du Rainbow Warrior a été une grande source de tension entre les deux pays dans les années 1980 et 1990. Résolue par un accord commercial avantageux en faveur des Néo-Zélandais. 

#### Nouvelle-Calédonie
La Nouvelle-Calédonie, située dans l'océan Pacifique,  dispose d'une certaine autonomie au sein de la République française. A partir des années 1970, les séparatistes kanak du Front national de libération opèrent sur l'île. Ils cherchent à échapper au contrôle de la France pour devenir un Etat indépendent. En mai 2024, les activités de l'organisation ont été accrues après une nouvelle tentative de la métropole de pousser les amendements dans la constitution permettant aux migrants arrivés sur l'île après 1998 de voter aux élections et aux référendums. Le président français Emmanuel Macron a décrété l'état d'urgence en Nouvelle-Calédonie et y a introduit les troupes pour résister aux manifestants. Pour le moment la métropole a arrêté 11 rebelles et les a emmenés sur son territoire à bord de vol spécial. Cet incident a provoqué une nouvelle vague de révoltes. Les mécontents écrasent les municipalités[Quoi ?]et les magasins d'armes.
Les médias soulignent également la participation de l'Azerbaïdjan qui pratique une ingérence active sur le territoire,,